# Georges Schehadé
Georges Schehadé (ou Georges Schéhadé), né le 2 novembre 1905 à Alexandrie et mort le 17 janvier 1989 à Paris, est un poète et auteur dramatique libanais de langue française.

## Biographie
Issu d’une famille aristocrate originaire du Hawran (Syrie), ses parents le destinent à faire des études commerciales mais il préfère se tourner vers le droit. Sa licence obtenue, il devient rédacteur au Ministère de la Justice puis assistant de Gabriel Bounoure en tant que secrétaire général de l'École supérieure des lettres, créée à Beyrouth en 1945.
Schehadé est l’auteur d’une importante œuvre théâtrale proche des conceptions du nouveau théâtre, dont il est l’un des chefs de file avec notamment Beckett, Ionesco ou Arthur Adamov. La plupart de ses pièces ont été créées par Jean-Louis Barrault et la plus célèbre d’entre elles, Histoire de Vasco (1956), a été traduite en 25 langues, jouée un peu partout dans le monde pendant les années 1950 et 1960 – elle a même été l’objet d’une adaptation opératique : The Story of Vasco (1974) par le compositeur anglais Gordon Crosse sur un livret de Ted Hughes. Il en est de même d’une autre œuvre de Schehadé, L’Émigré de Brisbane (entrée au répertoire de la Comédie-Française en 1967).
Schehadé est également l’auteur de plusieurs recueils poétiques (Rodogune Sinne, L’Écolier Sultan, Poésies I à VI, Poésies VII (posthume).
Tôt reconnue, son œuvre a été saluée et défendue par les plus grands (Paul Éluard, André Breton, Saint-John Perse, René Char, Jean-Louis Barrault, Octavio Paz, Philippe Jaccottet, Salah Stétié…). Gaëtan Picon dans son Panorama de la nouvelle littérature française écrit à son sujet : « Chez lui tout brille d'une innocente, d'une originale rosée : sa poésie est une lame mince et infrangible qui nous éblouit par instants d'un éclair arraché aux profondeurs essentielles où les noces du cœur humain et de la splendeur du monde se consomment sous le regard bienveillant des dieux ».
Il a été influencé par le surréalisme, surtout dans ses premières œuvres comme Monsieur Bob’le (1951).
En 1986, il se voit décerner par l’Académie française le Grand Prix de la Francophonie, créé l’année même.
Fuyant la guerre civile (1975-1990) qui menace le Liban, Georges Schéhadé quitte Beyrouth en 1978 et s'installe à Paris où il meurt en 1989. Sa tombe se trouve au cimetière du Montparnasse.
Sa sœur, Laurice Schehadé, a également donné une œuvre poétique (Fleur de charbon, 1955 ; Le Livre d'Anne, 1966).

## Œuvres
Œuvres poétiques
- Étincelles, Éditions de la Pensée latine, 1928
- Poésies, Guy Lévis Mano, 1938
- Rodogune Sinne, G.L.M., 1947
- Poésies II, G.L.M., 1948
- Poésies III, G.L.M., 1949
- L’Écolier Sultan, G.L.M., 1950
- Si tu rencontres un ramier, L'Arche, 1951
- Les Poésies, Gallimard, 1952
- Les Poésies, Poésie/Gallimard, Paris, 1969
- Le Nageur d’un seul amour, Gallimard, 1985
- Poésies VII, Dar An-Nahar, 1998
- Les Poésies, édition augmentée de Le Nageur d'un seul amour, Poésie/Gallimard, 2001, 2009

Œuvres dramatiques
- Monsieur Bob’le, Gallimard, 1951
- La Soirée des proverbes, Gallimard, 1954
- Histoire de Vasco, Gallimard, 1956
- Goha, scénario, 1958
- Les Violettes, Gallimard, 1960 (avec des chansons de Joseph Kosma)
- Le Voyage, Gallimard, 1961
- L’Émigré de Brisbane, Gallimard, 1965
- L’Habit fait le prince, Gallimard, 1973
- Chagrin d'amour, Dar An-Nahar, 1999 (lever de rideau écrit en 1938)

Autres
- Anthologie du vers unique, Paris, Ramsay, 1977 (réédition Bartillat, 2011)
- Œuvres complètes, Éd. Dar An-Nahar, 1998